# Mallum
Mallum (també mallum publicum) era el lloc on se celebraven les assemblees generals a l'Imperi Carolingi. Generalment era una casa comuna destinada a aquestes funcions. El comte carolingi tenia dret a tenir els seus placitum en qualsevol lloc de la seva jurisdicció excepte les esglésies i el vestíbul, i en podia fixar el dia excepte el diumenge. Els placiti del comte se celebraven almenys dues o tres vegades l'any generalment a l'estiu i la tardor. A més de les assemblea de cada comtat es feien periòdicament assembles de tota una regió sota la presidència dels missi dominici. Hi havien d'assistir els bisbes, abats, vidamis de les abadesses, els vassalls immediats i els advocats del rei que es trobessin al país, els comtes, els veguers i vescomtes, els centeners i alguns consellers o jutges escollits entre els més notables de cada comtat.